# Osmussaar
Osmussaar (šve. Odensholm) je estonski otok u Finskom zaljevu, dijelu Baltičkog mora, udaljen 7,5 km od estonskog i 62 od finskog kopna. Površina otoka je 4,87 km2 a duljina obale 14 km.
Na otoku je 2011. živjelo 6 stanovnika. Administrativno pripada općini Noarootsi i okrugu Lääne. Prije sovjetske okupacije otoka na njemu su živjeli Estonski Šveđani, koji su ga tada napustili.

## Vanjske poveznice
- Informacije o otoku

### Ostali projekti
|  | Zajednički poslužitelj ima još gradiva o temi Osmussaar |